# بورق
البَوْرق أو البوراكس هو مُرَكَّب مهم لعنصر البورون. يتكون من بلورات ناعمة، بيضاء متعددة الأطراف. وتذوب بلورات البورق بسرعة في الماء وتتجمع معًا إذا تعرضت لهواء رطب. والاسم الكيميائي للبورق بورات الصوديوم أو رباعي بورات الصوديوم وصيغته الكيميائية (Na2B4O7·10H2O )

## استعمالاته
وللبورق عدة استعمالات صناعية. وتحتوي الكثير من مساحيق الغسيل، وأجهزة إزالة عسر الماء، والصابون على البورق. ويخلط المُصنِّعون البورق مع الصلصال وبعض المواد الأخرى لصنع مينا الخزف لأحواض الغسيل والمواقد والثلاجات، والبلاطات المعدنية. ويستعمل صانعو الأواني الفخارية البورق ليقوي منتجاتهم وليضفي لمعانًا على الصحون. ويخلط الزجَّاجون البورق مع الرمل لينصهر بسهولة وينتج زجاجًا قويًّا لامعًا. وتصنع أواني الطبخ الزجاجية ومقاييس الحرارة من الزجاج المحتوي على البورق. كما يستعمل البورق في صناعة النسيج، وفي دبغ الجلود وفي صناعة الورق.